# Полонська Ніна Євдокимівна
Ні́на Євдоки́мівна Поло́нська (23 вересня 1923) — українська літературознавиця.
Автор статей:
- «Шевченко і Рєпін» (1957, у співавторстві);
- «Шевченко-ілюстратор» (1960);
- «Нові придбання Державного музею Т. Г. Шевченка» (1960);
- П. О. Чуйкевич. (З кола знайомих Т. Шевченка) // Питання шевченкознавства. — К., 1978.

Брала участь в упорядкуванні збірника «Біографія Т. Г. Шевченка за спогадами сучасників» (Київ, 1958) і в складанні «Словника мови Шевченка» (томи 1—2, Київ, 1964).